# لودوویکو آریوستو
لودوویکو آریوستو (ایتالیایی: Ludovico Ariosto؛ زاده ۸ سپتامبر ۱۴۷۴ درگذشته ۶ ژوئیهٔ ۱۵۳۳) یک شاعر، و نمایش‌نامه‌نویس اهل ایتالیا بود.

## تولد و اوایل زندگی
آریوستو در رجو نل امیلیا به دنیا آمد، جایی که پدرش نیکولو آریوستو فرمانده قلعه نظامی بود. او بزرگ‌ترین فرزند از ۱۰ فرزند خانواده بود و به عنوان جانشین مقام پدرسالاری خانواده‌اش عمل می‌کرد. لودوویکو از همان سال‌های اولیه به شعر علاقه زیادی داشت، اما پدرش او را به تحصیل در رشته حقوق مجبور کرد.
پس از پنج سال تحصیل در رشته قانون، آریوستو اجازه یافت تا آثار کلاسیک را زیر نظر گرگوریو دا اسپولتو مطالعه کند.
پس از مرگ پدرش، لودوویکو آریوستو مجبور شد از تحصیلات و مطالعات ادبی خود چشم پوشی کند و از خانواده خود مراقبت کند. آریوستو علیرغم تعهداتش نسبت به خانواده، موفق شد کمدی‌هایی را به صورت نثر بنویسد.